# Comunitat de comunes Cœur Pays de Retz
La Comunitat de comunes Cœur Pays de Retz és una antiga estructura intercomunal francesa, situada al departament del Loira Atlàntic a la regió País del Loira. Tingué una extensió de 212 kilòmetres quadrats i una població de 17.309 habitants (2010). Va existir de 1995 a 2016.

## Composició
Agrupa 7 comunes :
1. Saint-Hilaire-de-Chaléons
2. Cheix-en-Retz
3. Chéméré
4. Port-Saint-Père
5. Rouans
6. Sainte-Pazanne
7. Vue